# Caecum hemphilli
Caecum hemphilli är en snäckart som beskrevs av Bartsch 1920. Caecum hemphilli ingår i släktet Caecum och familjen Caecidae. Inga underarter finns listade i Catalogue of Life.